# Saint-Thiébault
Saint-Thiébault é uma comuna francesa na região administrativa de Grande Leste, no departamento de Haute-Marne. Estende-se por uma área de 0,6 km². Em 2010 a comuna tinha 243 habitantes (densidade: 405 hab./km²).